# Station Dovey Junction
Dovey Junction is een spoorwegstation van National Rail in Powys in Wales. Het station is eigendom van Network Rail en wordt beheerd door Transport for Wales. 

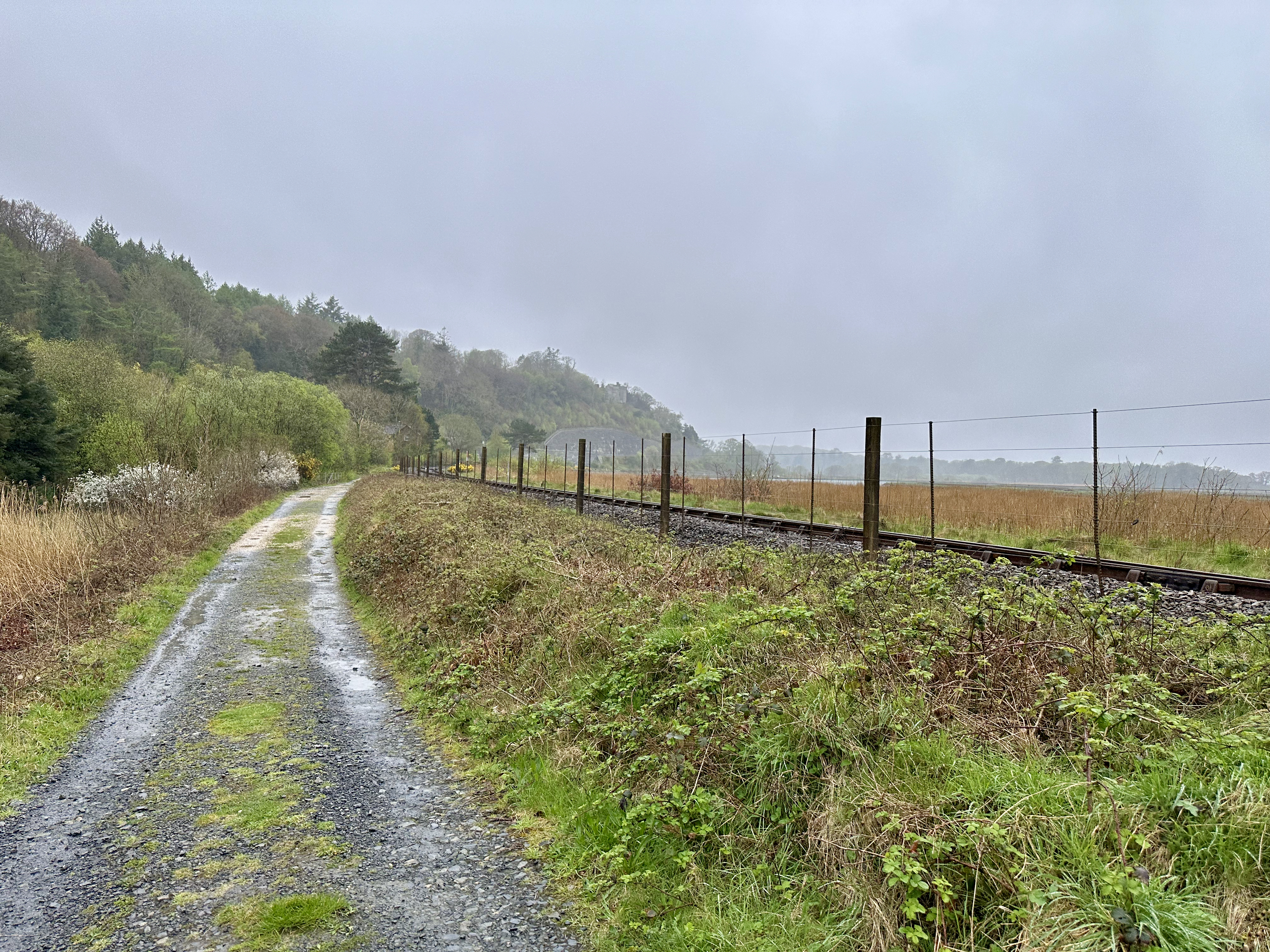
Toegangsweg tot het station